# 尖美百貨
22°38′44″N 120°19′57″E / 22.64556°N 120.33250°E
尖美百貨與尖美大飯店兩者為一個總體性規畫設計的商場建物，由張國福家族的尖美建設集團投資，建物由張文明設計師所設計，在1992年完工，曾為當時高雄有名的地標之一。下層為尖美百貨，樓上為尖美大飯店，飯店頂樓還有一個在當時算是非常有特色的旋轉餐廳，二者同為上市尖美建設公司底下的重要關係企業，並與附近原有的大昌夜市，共同形成北高雄有名的尖美商圈，屬於18期重劃區，原本尖美集團聲勢浩大，還想把旗下這兩家公司上市櫃，無奈後來受到母公司尖美建設財務危機影響，而經營不順，最後在2000年結束營業。